# Kay Arne Stenshjemmet
Kay Arne Stenshjemmet, né le 9 août 1953 à Lillestrøm, est un ancien patineur de vitesse norvégien.

## Biographie
Aux Jeux olympiques d'hiver de 1980 organisés à Lake Placid aux États-Unis, Kay Arne Stenshjemmet obtient deux médailles d'argent sur 1 500 mètres et 5 000 mètres, devancé à chaque fois par le quintuple champion olympique Eric Heiden. Il remporte également la médaille de bronze aux Championnats du monde toutes épreuves à Oslo en 1979 et l'argent deux ans plus tard toujours à Oslo. 

## Palmarès
| Compétition                           | Or         | Argent                        | Bronze |
| Jeux olympiques                       |            | 1980 (1 500 m) 1980 (5 000 m) |        |
| Championnats du monde toutes épreuves |            | 1981                          | 1979   |
| Championnats d'Europe toutes épreuves | 1976, 1980 | 1977, 1979                    | 1981   |

## Records personnels
| Distance      | Temps          | Année |
| ------------- | -------------- | ----- |
| 500 mètres    | 38 s 2         | 1981  |
| 1 000 mètres  | 1 min 17 s 5   | 1981  |
| 1 500 mètres  | 1 min 56 s 18  | 1981  |
| 3 000 mètres  | 4 min 7 s 22   | 1981  |
| 5 000 mètres  | 6 min 56 s 9   | 1977  |
| 10 000 mètres | 14 min 57 s 30 | 1980  |

en gras : ancien record du monde